# 허버트강
허버트강(1949년 8월 3일 ~ )은 대한민국의 전 권투 선수이다. 본명은 강춘식(康春植)이다. 프로 통산 전적은 38승(22KO승) 18패 9무이다.

## 생애
강세철의 차남이다. 1964년 8월 26일 프로에 데뷔했다. 동양태평양복싱연맹(OBPF) 페더급 챔피언을 지냈다. 1960년대 후반부터 1970년대 초반까지 한국과 일본에서 인기 복서로 이름을 날렸다.